# Эпштейн, Джейк
Джейкоб Ли Эпштейн (англ. Jacob Lee Epstein; род. 16 января 1987, Торонто) — канадский актёр и певец, известный по роли Крейга Мэннинга, музыканта с биполярным расстройством, в сериале «Деграсси: Следующее поколение». Джейк также играл Уилла в Первом Национальном Туре «Американского Идиота» и сыграл роль Джерри Гоффина в бродвейской постановке «Beautiful: The Carole King Musical».

## Ранние годы
Джейк родился в Торонто, Онтарио, Канада. Его мать Кэти Кейсер — лауреат премии Нормы Флек, автор детских рассказов о Холокосте; а его отец Ян Эпштейн — юрист. У него есть старшая сестра Габи, актриса и джазовая певица. Эпштейн — еврей, выросший в среде консервативного иудаизма.

## Карьера
Эпштейн дебютировал на профессиональной сцене в постановке Soulpepper Theater Company «Наш город» в Королевском театре «Александра», а затем сыграл Джека Докинза в постановке Mirvish Productions «Оливер». Далее играл роль Крейга Мэннинга в сериале «Деграсси: Следующее поколение» в течение пяти сезонов и получил премию Джемини. Далее Джейк сосредоточил свое внимания на театре и появлялся в сериале в качестве гостя в 6-8 сезоне.
В 2009 году Эпштейн снялся в роли Чарли Брауна в фильме «Dog Sees God: Confessions of a Teenage Blockhead». В июле 2011 года актёр сыграл старшего брата Билли в постановке в Торонто мюзикла «Билли Эллиот». Далее Джейк играл Уилла в рок-мюзикле Green Day American Idiot , получившем премию Тони, во время турне по Северной Америке 2011—2012 годов.
Эпштейн дебютировал на Бродвее в мюзикле «Человек-паук: Выключи тьму» в качестве альтернативы главной роли Питера Паркера/Человека-паука.
Эпштейн сыграл «компьютерного ботаника ФБР» Чака Рассинка в первых двух сезонах американского телешоу «Последний кандидат».
В декабре 2019 года Эпштейн снялся в мировой премьере спектакля «Дорогой Джек, дорогая Луиза». Он сыграл армейского врача Джека Людвига, который переписывается с начинающей бродвейской актрисой во время Второй мировой войны.
В 2019 году снялся в сериале «Форс-Мажоры» в роли Брайана Альтмана. В 2020 году снялся в роли Доктора Аттиса в сериале «Звездный путь: Дискавери», в 2022 году сыграл роль Альфонсо в 3 сезоне сериала «Академия Амбрелла».

## Телевидение
| Год           | Заголовок                             | Роль              | Заметки                                                  |
| ------------- | ------------------------------------- | ----------------- | -------------------------------------------------------- |
| 1999 г.       | Комната Рики                          | Брэд              | неизвестные эпизоды                                      |
| 1999 г.       | Настоящие дети, настоящие приключения | Крис Гилмор       | Эпизод: «Потерянное и найденное: история Ричарда Приера» |
| 2000 г.       | У мамы свидание с вампиром            | Даффи             | Телевизионный фильм                                      |
| 2000 г.       | Пятерняшки                            | Брэд              | Оригинальный фильм канала Disney                         |
| 2000-2002 гг. | Зак и секретные материалы             | Кэм Данливи       | Главная роль                                             |
| 2002-2009 гг. | Деграсси: Следующее поколение         | Крэйг Мэннинг     | Главная роль (2-5 сезоны); гостевая роль (6-8 сезоны)    |
| 2003 г.       | В последний миг                       | Джейкоб МакГиббон | Эпизод: «Приют»                                          |
| 2003 г.       | Девочки против мальчиков              | Сам               | Участник Гавайи                                          |
| 2005 г.       | Радио Роско                           | Джексон Торранс   | Эпизод: «Музыкальные влияния»                            |
| 2006 г.       | Особый взгляд                         | Брэд              | Эпизод: «Undercover Eyes»                                |
| 2012          | Расследование Мёрдока                 | Эдди Дрискол      | Эпизод: «Ночь Мердока в Канаде»                          |
| 2016-2017 гг. | Деграсси: Следующий класс             | Крэйг Мэннинг     | Эпизоды: «#ThrowBackThursday», «Только факты»            |
| 2016-2018 гг. | Последний кандидат                    | Чак Рассинк       | Повторяющаяся роль                                       |
| 2017-2019 гг. | Форс-Мажоры                           | Брайан Альтман    | Повторяющаяся роль (7-9 сезоны)                          |
| 2020          | Звездный путь: Дискавери              | Доктор Аттис      | Эпизод: «Умри, пытаясь»                                  |
| 2021          | Восемь подарков на Хануку             | Дэниел Майерс     | Телевизионный фильм                                      |
| 2022          | Братья Харди                          | Мистер Мундер     | Повторяющаяся роль (2 сезон)                             |
| 2022          | Академия Амбрелла                     | Альфонсо          | Главная роль (3 сезон)                                   |